# 利沃諾猶太會堂

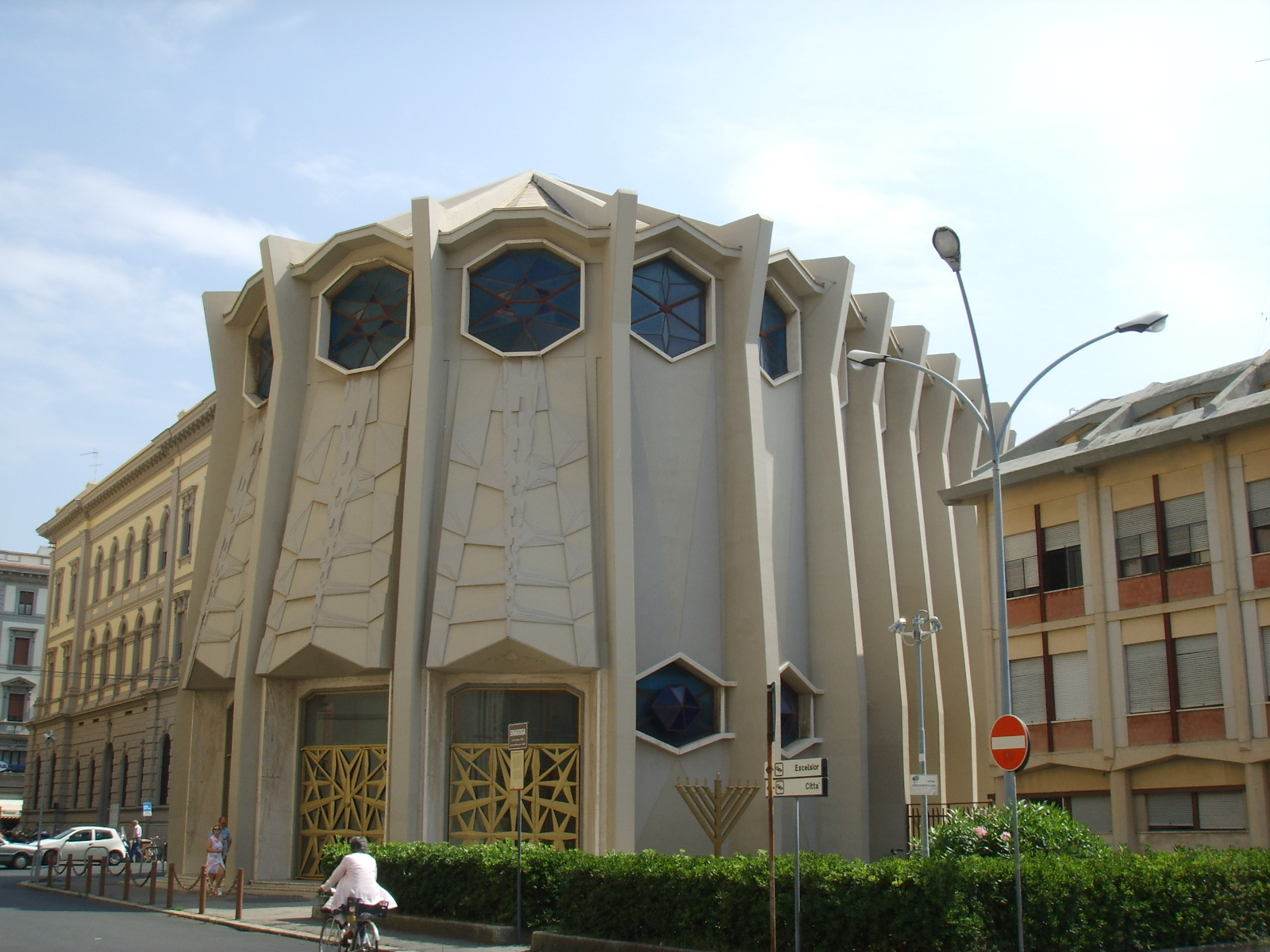
現在的利沃諾猶太會堂

利沃諾猶太會堂（Synagogue of Livorno）是義大利利沃諾的一座歷史猶太會堂。第一代利沃諾猶太會堂修建於1603年，當時利沃諾的猶太人社區已有約3,000人的人口.。二戰期間這座建築被部分破壞。現在的利沃諾猶太會堂修建於1900年代。